# 1840 w sztukach plastycznych

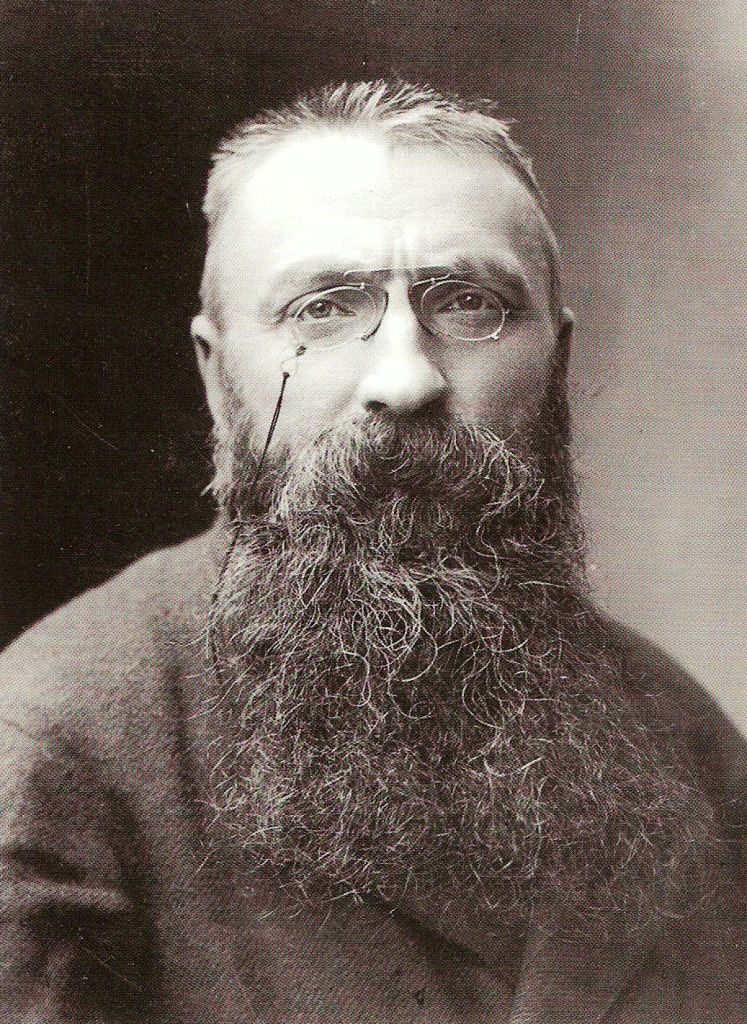
Auguste Rodin

Wydarzenia w sztukach plastycznych i wizualnych w 1840 roku.

## Urodzeni
- 12 października – Ersilia Caetani Lovatelli, włoska historyk sztuki[1]
- 12 listopada – Auguste Rodin (zm. 1917),  francuski rzeźbiarz[2]
- 14 listopada – Claude Monet, francuski malarz impresjonista[3]
- 1 grudnia - Marie Bracquemond (zm. 1916),  francuska malarka

## Zmarli
- 16 stycznia – František Tkadlík, czeski malarz[4].